# Ligue brésilienne d'espéranto
La Ligue brésilienne d'espéranto (en espéranto : Brazila Esperanto-ligo ; en portugais : Liga Brasileira de Esperanto) ou BEL fut fondée le 21 juillet 1907 et reconnue d'utilité publique le 21 octobre 1921. Elle coordonne les mouvements d'espéranto au Brésil et agit également en :
- éditant la revue Brazila Esperantisto (L'Espérantiste brésilien),
- possédant une librairie vendant des livres en et sur l'espéranto,
- ayant une bibliothèque,
- organisant des cours par correspondance,
- permettant l'abonnement à des revues ou des journaux espérantistes,
- organisant chaque année le congrès brésilien d'espéranto.